# Livingston Compagnia Aerea
Livingston Compagnia Aerea, работающая как Livingston — бывшая итальянская авиакомпания, выполнявшая чартерные авиаперевозки по Европе. Главным хабом компании являлся миланский аэропорт Мальпенса. Головной офис компании располагался в городе Кардано-аль-Кампо в Италии. Принадлежит компании New Livingston SPA.
Осенью 2014 года авиакомпания прекратила своё существование, объявив себя банкротом.

## История
Авиакомпания создана в 2011 году и получила своё название, имущество и другие активы от ликвидированной авиакомпании Livingston Energy Flight. После того, как в 2012 году итальянская бюджетная авиакомпания Wind Jet прекратила полеты, часть её рейсов стали выполняться Livingston, в том числе рейсы в Москву и Санкт-Петербург.
В июне 2014 года авиакомпания открыла прямые рейсы из Римини в Казань.
В октябре 2014 года Livingston прекратила свою деятельность, ссылаясь на падение в туристической сфере и снижение спроса на курортные направления.

## Направления

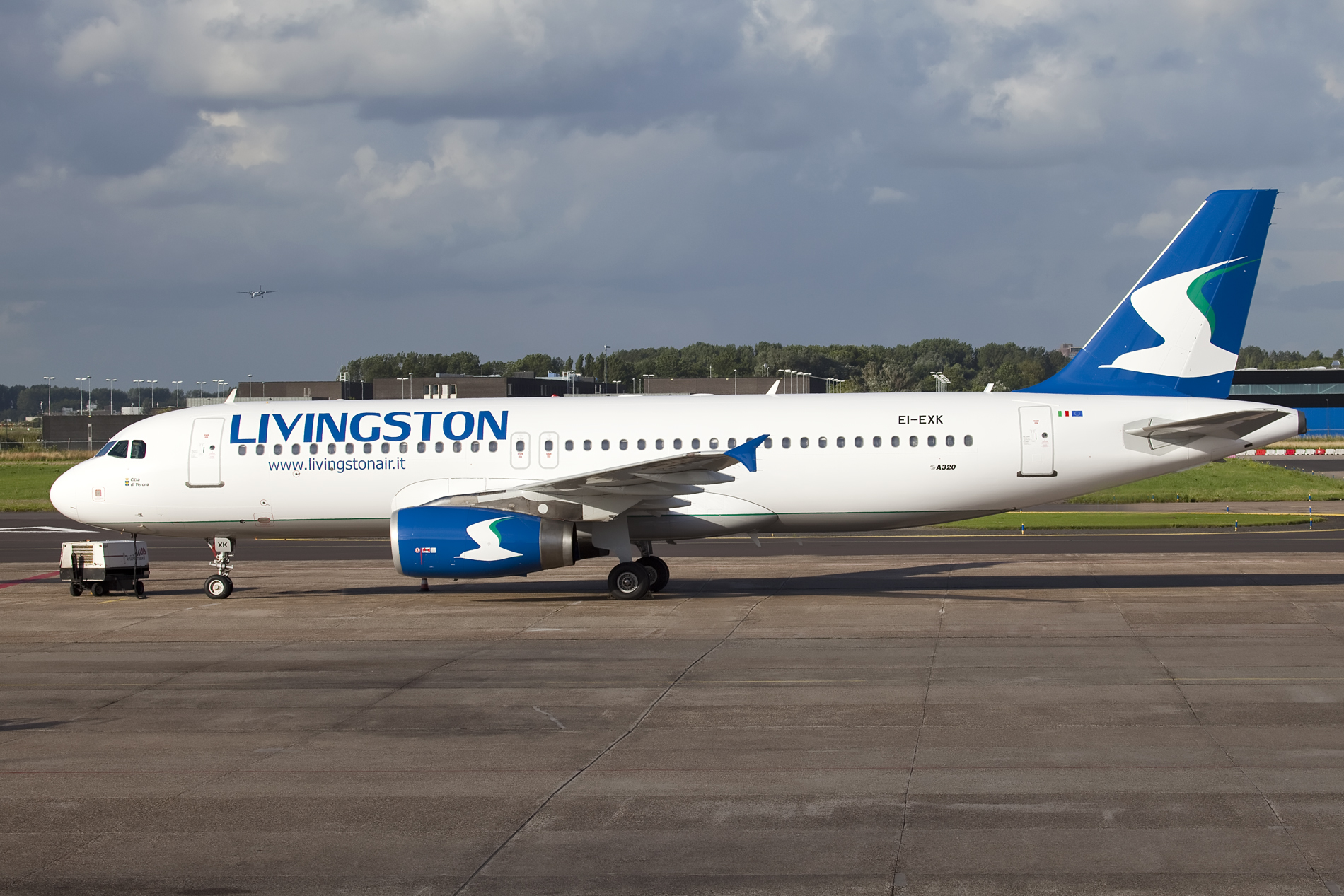
Airbus A320-200 Livingston

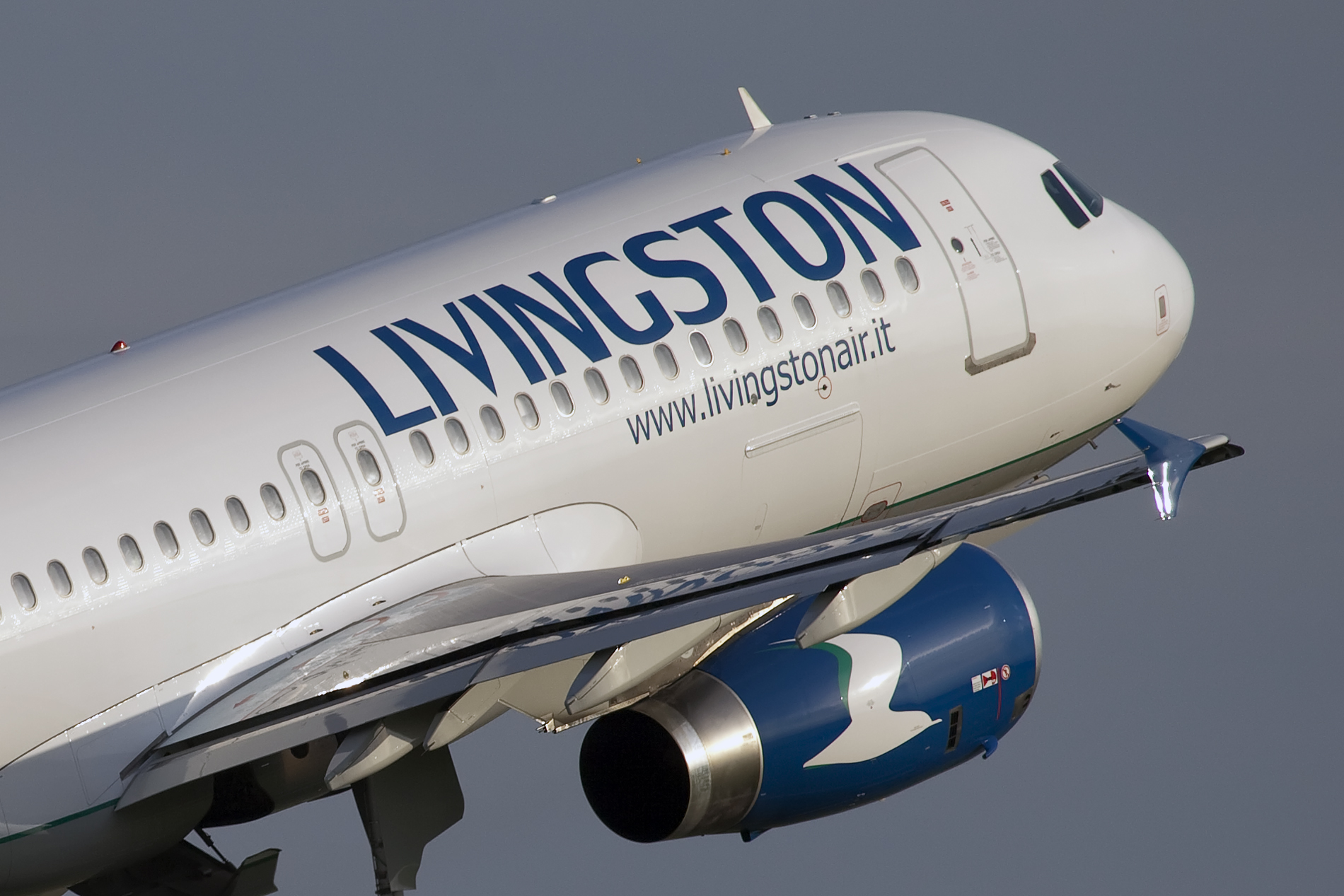
Airbus A320-200 Livingston

Основными аэропортами вылета авиакомпании Livingston являются аэропорты в Милане, Бергамо, Римини, Вероне, Болонье и Риме, из которых компания выполняла рейсы по 30 разным направлениям, в том числе и в Россию: в Москву, Санкт-Петербург, Уфу и Казань.
По состоянию на 2014 год авиакомпания выполняла рейсы в следующие города:

## Флот
На 2014 года флот Livingston состоял из трёх самолётов Airbus A320 в одноклассной компоновке экономического класса. Авиакомпанией планировалась установка новых со встроенной системой развлечений:
Также до 2014 года авиакомпания использовала в эксплуатации два Airbus A330-200.